# Shieling

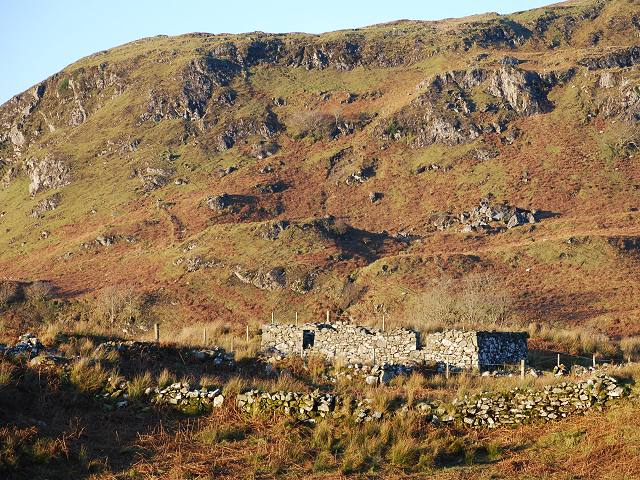
Shieling en ruinas al sur de Oban

Un shieling (en gaélico escocés: àirigh), también deletreado sheiling, shealing y sheeling, es una cabaña, o conjunto de cabañas, antaño común en lugares salvajes o solitarios de las colinas y montañas de Escocia y el norte de Inglaterra. 
La palabra también se utiliza para designar un pasto de montaña para el pastoreo del ganado en verano, lo que implica la trashumancia entre allí y un asentamiento del valle en invierno.

## Etimología

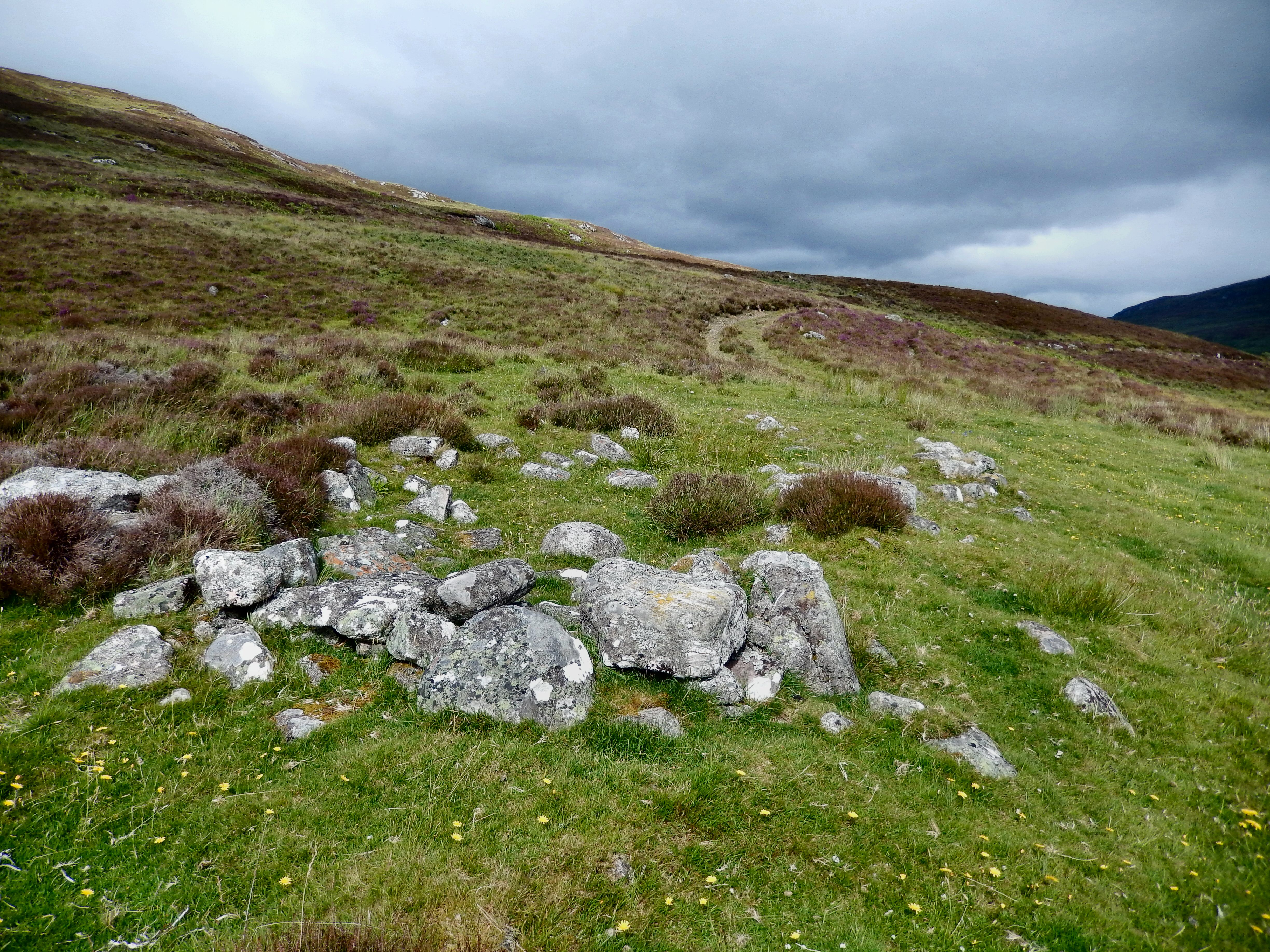
Las escasas ruinas de un cobertizo de verano en Catlodge, cerca de Laggan, marcadas por una zona verde alrededor del edificio donde se había limpiado el terreno, que contrasta con el páramo breñoso.

El término "shieling" es escocés, y originalmente designaba una vivienda de verano en un pasto estacional en lo alto de las colinas, especialmente para los pastores, y más tarde pasó a significar un pequeño edificio agrícola más sustancial y permanente de piedra. El primer uso registrado del término es de 1568. El término procede de shiel, de las formas dialectales septentrionales del inglés medio schele o shale, probablemente relacionadas con el frisón antiguo skul, que significa "escondite", y con el nórdico antiguo skjol, que significa "refugio", y skali, que significa "cabaña".

## Vivienda de temporada

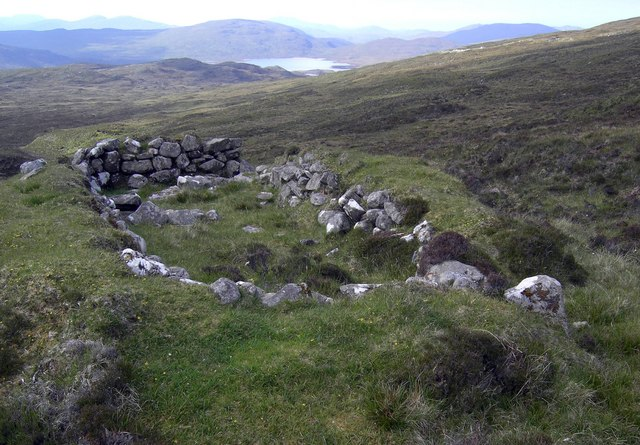
Un shieling en ruinas cerca del sendero de Loch Langavat, Isla de Lewis

Los agricultores y sus familias vivían en shielings durante el verano para que su ganado pastara en tierras comunes. Por lo tanto, los shielings estaban asociados al sistema de trashumancia de la agricultura. En general, los refugios de montaña dejaron de utilizarse a finales del siglo XVII, aunque en zonas remotas este sistema continuó hasta el siglo XVIII.
Las ruinas de shielings son abundantes en las tierras altas o marginales de Escocia y el norte de Inglaterra, junto con los topónimos que contienen "shield" o sus equivalentes gaélicos, con nombres como Pollokshields en Glasgow, Arinagour en la isla de Coll, Galashiels en los Borders escoceses, y "Shiels Brae" cerca de Bewcastle. Algunos fueron construidos con césped y tienden a erosionarse y desaparecer gradualmente, pero persisten los rastros de estructuras construidas en piedra. Algunos shielings son de origen medieval y en ocasiones fueron ocupados de forma permanente tras el abandono del sistema de trashumancia. La construcción de estructuras asociadas, como los puestos de apilado y los recintos, indican que en estos casos se convirtieron en granjas, algunas de las cuales evolucionaron hasta convertirse en granjas modernas.
En su libro de 1899 The Lost Pibroch, Neil Munro se refiere a la cabaña como algo temporal: "las mujeres, colocando mantas para el shieling que se avecinaba..."; "Fue en la época en que Antrim... llegó a azotar nuestras cañadas..., sin un shieling de extremo a extremo, excepto en las laderas de Shira Glen..."; "...porque nunca pasó un shieling, sino que la gente de Brosey bajó a raudales por Glenstrae, con guadaña, espada y lanza, y volvió con el ganado delante...".

## Los recuerdos en la canción popular, la literatura y la poesía

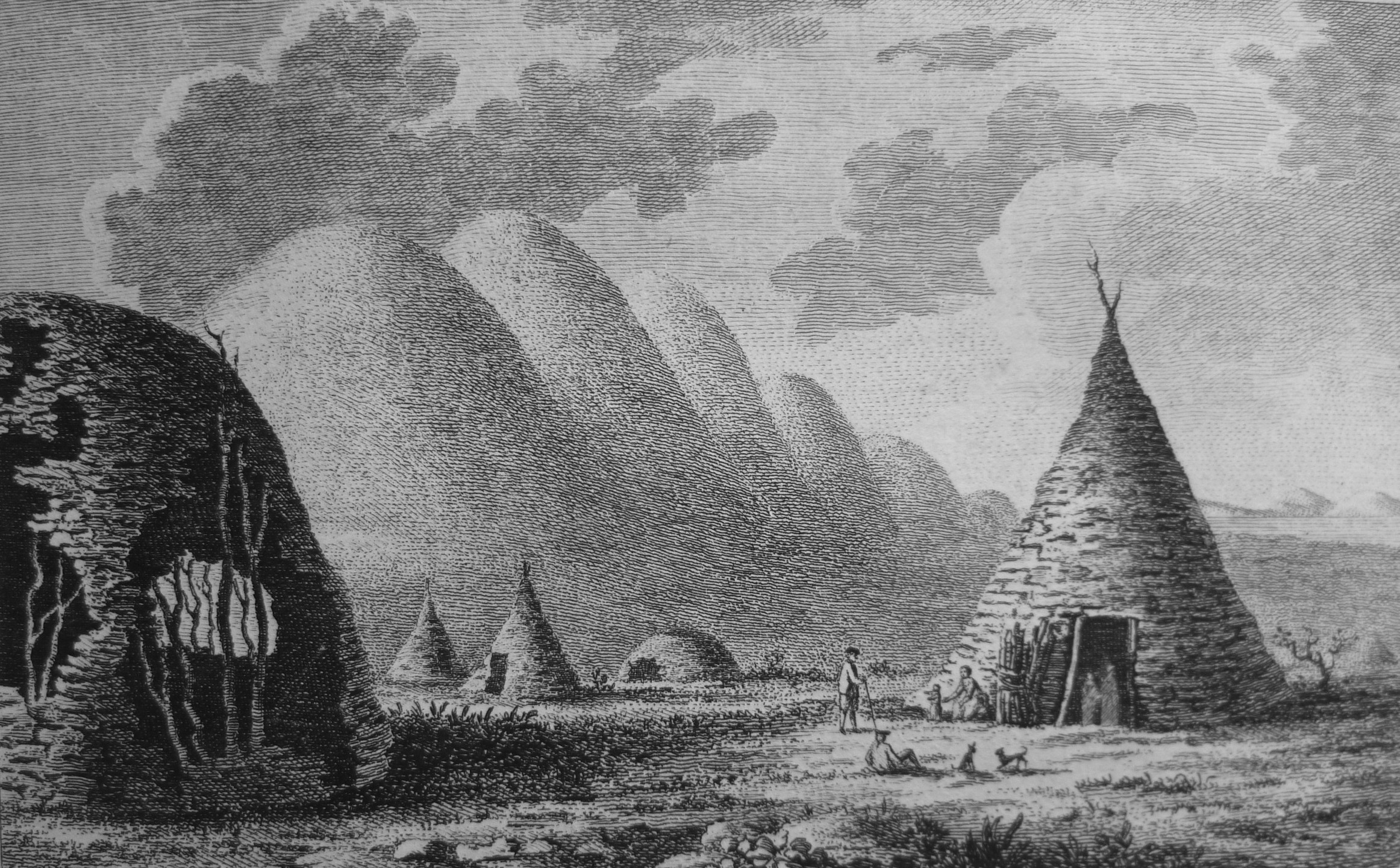
Los escarceos del siglo XVIII en la isla de Jura, de la gira escocesa de Thomas Pennant de 1772

La conocida canción popular Mairi's Wedding contiene la frase "past the shieling, through the town", que ayuda a proteger esta palabra del olvido. Una canción gaélica (versionada en Uam por Julie Fowlis) es Bothan Àirigh am Bràigh Raithneach ("A shieling on the Braes of Rannoch"), mientras que la canción del 'poeta tejedor' Robert Tannahill a "Gilly Callum" comienza "I'll hie me to the shieling hill, / And bide amang the braes, Callum...".
En la medida en que un shiel es un simple recinto como una concha y shieling puede describir una acción, la novela de 1820 The Monastery, de Sir Walter Scott, señala que en Escocia, un "shieling-hill" era un lugar para separar a mano el trigo del tamo. En este caso, shieling es un verbo que describe el acto de eliminar las cáscaras del grano de trigo, combinado con el sustantivo hill. Otro uso de shiel en este orden se encuentra en The Black Dwarf (novela) de Sir Walter Scott, en la que en 1816 se escribió "...[W]e took their swords and pistols as easily as ye wad shiel peacods".
Al carácter temporal del shieling, y a su ubicación en lo alto de las colinas escocesas, se alude en la canción Shieling del musicólogo William Sharp, de 1896, que publicó con el seudónimo "Fiona MacLeod": "Voy donde van las ovejas, con las ovejas están mis pies... / Oh, amante, que me amas, / ¿eres la mitad de veloz? / Donde suben las ovejas, van los kye, / ¡Allí nos encontraremos!"
El shieling podría estar en una isla escocesa, como en la delicada melodía de Marjory Kennedy-Fraser "An island shieling", grabada en "Songs of the Hebrides" por Florence McBride. El poema deEdward Thomas "The Shieling" evoca la soledad de un viejo y tranquilo edificio de las tierras altas que "se encuentra solo/en una tierra de piedra... Una tierra de rocas y árboles..."
Shiel se encuentra en una canción de Robert Burns de 1792, Bessy and her Spinnin' Wheel: "En los altos aiks los cushats se lamentan, / y Echo cons el doolfu' tale; / los lintwhites en los braes del avellano, / encantados, rivalizan con los lays; / el craik entre el heno del claver, / el pairtrick zumbando sobre el ley, / la golondrina jinkin' alrededor de mi shiel, / me divierte en mi spinnin' wheel". Shiel se encuentra de nuevo en un poema de Robert Burns de 1792 sobre un shieling lechero, The Country Lass.

## Los shielings supervivientes en Escocia y otros lugares

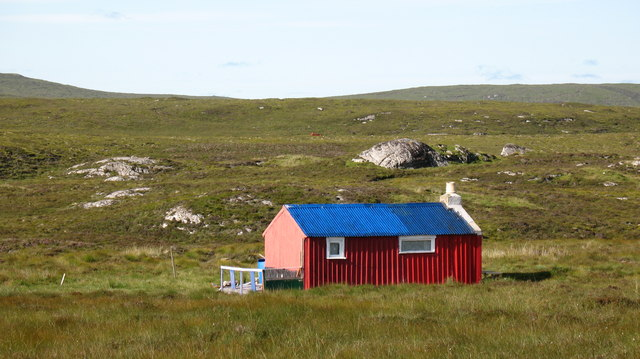
Un colorido shieling de materiales no tradicionales en Lewis

Entre los muchos edificios que se conservan con el nombre de shieling se encuentra Shieling Cottage, Rait, Perth y Kinross, una casa de campo del siglo XVIII de cascotes de arcilla, originalmente con tejado de paja, ahora de pizarra.
The "Lone Shieling", construido en 1942 en el Parque Nacional de las Tierras Altas del Cabo Bretón de Canadá, sigue el modelo de un "bothran" escocés o cabaña de pastores del tipo que se utilizaba durante el verano, cuando era posible trasladar las ovejas a las colinas para que pastaran. Tiene el mismo diseño que el Lone Sheiling de la isla escocesa de Skye, romantizado en los versos "Desde el solitario shieling de la brumosa isla/Las montañas nos dividen y el desperdicio de los mares - Pero aún así la sangre es fuerte, el corazón es de las Highlands, Y en sueños contemplamos las Hébridas".
Derek Cooper, en su libro de 1983 sobre Skye, sugiere que el aislamiento de los shielings daba la oportunidad de "experimentar sexualmente", y en la evidencia identifica un páramo llamado Àirigh na suiridh, el bothy de hacer el amor. La canción Bothan Àirigh am Bràigh Raithneach lo confirma con el verso "Y los criaremos en un shieling en los Braes de Rannoch, en la cabaña cerrada de maleza de los devaneos".
Las construcciones en los páramos se reparaban cada verano cuando llegaba la gente con su ganado; hacían mantequilla y queso, y "gruthim", cuajada salada con mantequilla.